# Karim Mohammadi
Karim Mohammadi, född 7 april 1989, en svensk friidrottare (medeldistanslöpare) tävlande för Spårvägens FK. 

## Personliga rekord
| Utomhus - 400 meter – 50,34 (Stockholm 17 augusti 2012) - 600 meter – 1:19,88 (Sollentuna 5 augusti 2013) - 800 meter – 1:48,97 (Göteborg 14 juni 2012) - 1 000 meter – 2:21,77 (Göteborg 5 september 2015) - 1 500 meter – 3:50,23 (Söderhamn 7 augusti 2015) - 1 500 meter – 3:50,23 (Söderhamn 8 augusti 2015) | Inomhus - 400 meter – 50,73 (Eskilstuna 2 mars 2008) - 800 meter – 1:50,78 (Stockholm 23 februari 2012) |